# Диссидентское движение в СССР

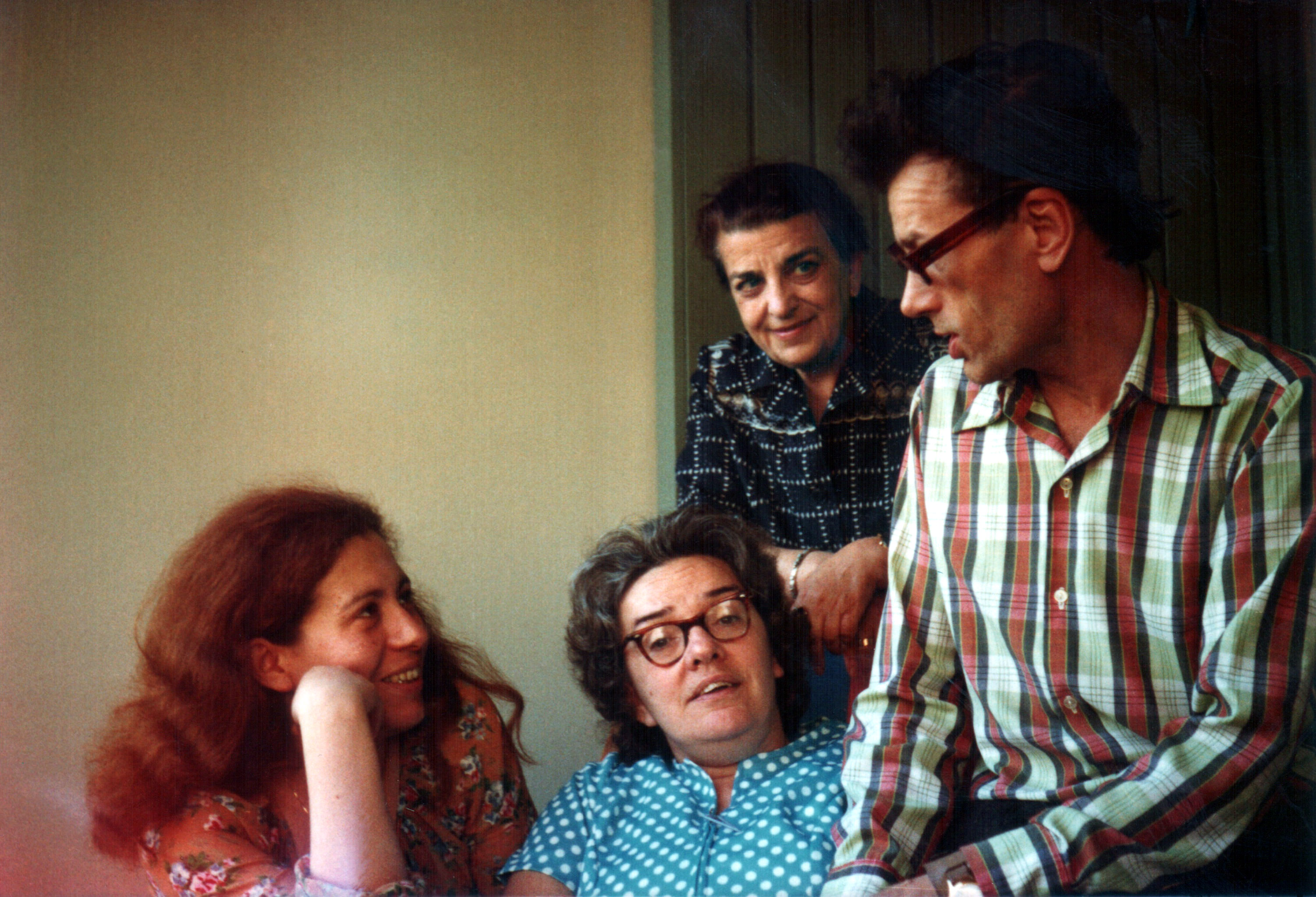
Юлия Вишневская, Людмила Алексеева, Дина Каминская и Кронид Любарский в эмиграции. ФРГ, Мюнхен, 1978

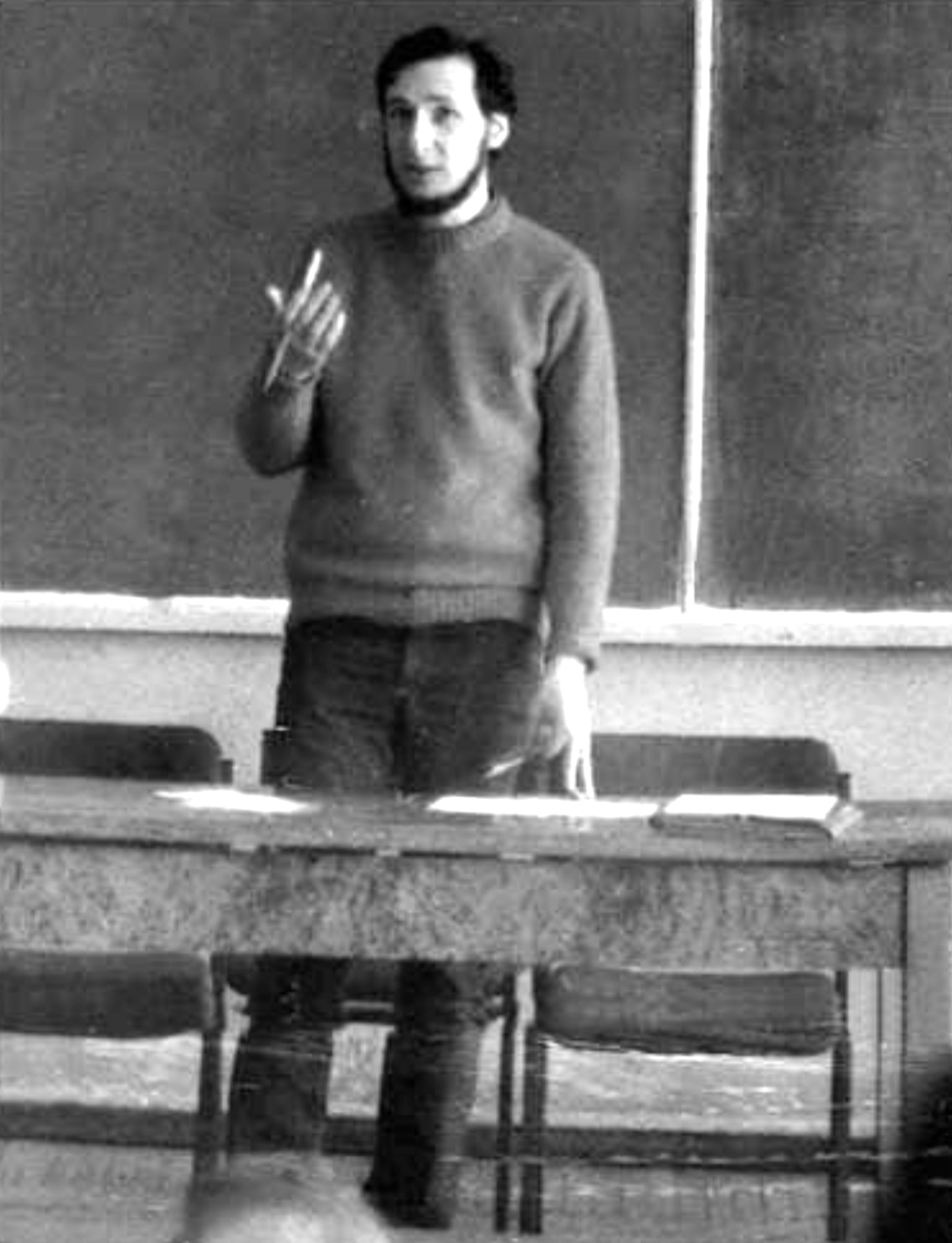
Борис Кагарлицкий в молодости. СССР, Москва, 1980 год

Диссиде́нты в СССР (лат. dissidens «несогласный») — граждане СССР, открыто выражавшие свои политические взгляды, которые существенно отличались от господствовавшей в обществе и государстве коммунистической идеологии и практики, за что многие из диссидентов подвергались преследованиям со стороны властей.
Особое место внутри диссидентского мира занимало правозащитное движение, которое объединило разрозненные проявления независимой гражданской и культурной инициативы в единое целое. Правозащитники создали единое информационное поле, поддерживавшееся самой диссидентской активностью, что радикально отличало ситуацию 1960-х — 1980-х годов от разрозненных попыток создать политическое подполье в 1950-е годы. С середины 1960-х по начало 1980-х годов данное направление независимой гражданской активности абсолютно доминировало на общественной сцене.

## История термина
В рамках исследовательской программы, начатой в конце 1990 года НИПЦ «Мемориал» для изучения истории диссидентской активности и правозащитного движения в СССР, предложено следующее определение диссидентства (диссента):
- совокупность движений, групп, текстов и индивидуальных поступков, разнородных и разнонаправленных по своим целям и задачам, весьма близким по основным принципиальным установкам:
  - ненасилие;
  - гласность;
  - реализация основных прав и свобод «явочным порядком»;
  - требование соблюдения закона,
- по формам общественной активности:
  - создание неподцензурных текстов;
  - объединение в независимые (чаще всего — неполитические по своим целям) общественные ассоциации;
  - изредка — публичные акции (демонстрации, распространение листовок, голодовки и пр.)
- и по используемому инструментарию:
  - распространение литературных, научных, правозащитных, информационных и иных текстов через самиздат и западные масс-медиа;
  - петиции, адресованные в советские официальные инстанции, и «открытые письма», обращённые к общественному мнению (советскому и зарубежному); в конечном итоге петиции, как правило, также попадали в самиздат и/или публиковались за рубежом[1].

В 1960-е годы термин «диссидент» был введён в употребление для обозначения представителей оппозиционного движения в СССР и странах Восточной Европы, которое (в противоположность антисоветским и антикоммунистическим движениям предыдущего периода) не пыталось бороться насильственными средствами против советского строя и марксистской идеологии, а апеллировало к советским законам и официально провозглашаемым ценностям. Термин вначале стал использоваться на Западе, а затем и самими инакомыслящими — сначала, возможно, в шутку, но потом уже совершенно серьёзно. В зависимости от того, кто именно использовал это слово, оно могло приобретать разные коннотации.
С тех пор диссидентами часто называют главным образом людей, противостоящих авторитарным и тоталитарным режимам, хотя это слово встречается и в более широком контексте, например, для обозначения людей, противостоящих господствующему в их группе умонастроению. По мнению Людмилы Алексеевой, диссиденты — историческая категория, подобно декабристам, народникам и даже неформалам:58.
Термины «диссидент» и «инакомыслящий» вызывали и продолжают вызывать терминологические споры и критику. Так, например, Леонид Бородин, активно противостоявший советскому строю и подвергавшийся преследованиям, отказывается считать себя диссидентом, поскольку под диссидентством он понимает лишь либеральную и либерально-демократическую оппозицию режиму 1960-х — начала 1970-х годов, оформившуюся в середине 1970-х в правозащитное движение. По выражению Л. Терновского, диссидент — это человек, который руководствуется законами, писанными в стране, где он живёт, а не стихийно установившимися обычаями и понятиями.
Диссиденты отмежёвывались от какой-либо причастности к терроризму и в связи с взрывами в Москве в январе 1977 года Московская Хельсинкская группа заявила:

…Диссиденты относятся к террору с негодованием и отвращением. … Мы обращаемся к работникам средств информации во всём мире с призывом употреблять термин «диссиденты» только в этом смысле и не расширять его включением лиц, применяющих насилие. …
Мы просим помнить, что каждый журналист или комментатор, который не проводит различия между диссидентами и террористами, помогает тем, кто старается возродить сталинские методы расправы с инакомыслящими.
В официальных советских документах и пропаганде термин «диссидент» обычно употреблялся в кавычках: «так называемые „диссиденты“». Гораздо чаще их именовали «антисоветскими элементами», «антисоветчиками», «отщепенцами».

## Идеология
Среди диссидентов были люди самых разных взглядов, объединяла же их главным образом невозможность открыто высказывать свои убеждения. Единой «диссидентской организации» или «диссидентской идеологии», объединяющих большую часть диссидентов, никогда не существовало.
Лариса Богораз писала в 1997 году:
Если то, что было, и можно назвать движением — в противовес «застою», — то это движение броуновское, то есть явление скорее психологическое, чем общественное. Но в этом броуновском движении там и тут всё время возникали завихрения и потоки, куда-то движущиеся, — «движения» национальные, религиозные, в том числе и правозащитное.
По мнению Елены Боннэр, диссидентство 1960-х — 1970-х следует считать прежде всего нравственно-этическим движением, участники которого желали «освободиться от официальной лжи». По её словам, многие из диссидентов никогда не стремились к политической деятельности и, когда появилась возможность, сознательно от неё ушли.
Леонид Бородин, который, как указано выше, не причисляет себя к диссидентам, давал такую характеристику: 
Диссидентство как явление зародилось в среде московской интеллигенции, в значительной мере в той её части, которая пережила трагедию отцов и дедов в конце тридцатых годов, испытала справедливое чувство реванша на волне знаменитой «оттепели» и последовавшее затем разочарование. На первой стадии московское диссидентство не было ни антикоммунистическим, ни антисоциалистическим, но именно либеральным, если под либерализмом понимать некую совокупность добрых пожеланий, не удостоверенных ни политическим опытом, ни политическими знаниями, ни, тем более, политическим мировоззрением.
Владимир Буковский писал:

… мы возникли не как политическое движение. Мы были движение нравственное. Наш основной импульс был не переделать Россию, а просто не быть участником преступления. Не стать частью режима. Это был самый мощный мотив.

Ещё в 1983 году Людмила Алексеева выделила несколько «идеологических типов» диссидентов в СССР:
- «истинные коммунисты» (социалисты) — ориентировались на марксистско-ленинское учение, но считали, что в СССР оно искажено (например, Рой Медведев, Валерий Ронкин и другие осуждённые по делу самиздатского журнала «Колокол», Группа революционного коммунизма, НКПСС, «Молодые социалисты»)[12];
- «либералы-западники» — считали «правильным» строем капитализм западноевропейского или американского образца; часть из них были сторонниками «теории конвергенции»[13] — учения о неизбежности сближения и последующего слияния капитализма и социализма, однако большая часть «западников» считала социализм «плохим» (либо недолговечным) строем;
- «эклектики» — сочетали разные взгляды, противоречащие официальной идеологии СССР;
- русские националисты — сторонники «особого пути» России; многие из них большое значение придавали возрождению православия; некоторые были сторонниками монархии; см. также «Русская партия» (в частности, Игорь Шафаревич, Леонид Бородин, Владимир Осипов, Анатолий Иванов);
- иные националисты (в Прибалтике, в Украине, в Грузии, Армении, Азербайджане) — их требования варьировали от развития национальной культуры до полного отделения от СССР. Они часто провозглашали себя либералами, но, добившись в период распада СССР политической власти, некоторые из них (например, Звиад Гамсахурдия, Абульфаз Эльчибей) стали идеологами этнократических режимов. Как писал Леонид Бородин[6], «количественно националисты Украины, Прибалтики и Кавказа всегда преобладали в лагерях. Между националистической оппозицией и московским диссидентством, безусловно, были связи, но по принципу — „с паршивого москаля хоть шерсти клок“. Вяло приветствуя антирусские настроения московских оппозиционеров, националисты не связывали свои успехи с перспективами московского диссидентства, возлагая надежды на крах Союза в экономическом соперничестве с Западом, а то и на третью мировую».

К диссидентам причисляли также активистов сионистского движения («отказников»), активистов крымскотатарского движения за возвращение в Крым (лидер — М. А. Джемилев), религиозных деятелей-нонконформистов: православных — Д. С. Дудко, С. А. Желудков, А. Э. Краснов-Левитин, А. И. Огородников, В. С. Русак, Б. В. Талантов, Г. П. Якунин, «истинно-православных христиан», баптистских — Совет церквей евангельских христиан-баптистов, католических в Литве, адвентистов-реформистов, руководимых В. А. Шелковым, пятидесятников (в частности, В. И. Белых, И. П. Федотов, Сибирская семёрка), кришнаитов (см. Международное общество сознания Кришны в России).
С конца 1960-х смыслом деятельности или тактикой многих диссидентов, придерживавшихся разной идеологии, стала борьба за права человека в СССР — прежде всего, за право на свободу слова, свободу совести, свободу эмиграции, за освобождение политических заключённых («узников совести») — см. Правозащитное движение в СССР.
В 1978 году были созданы Свободное межпрофессиональное объединение трудящихся (СМОТ) — независимый профсоюз, а также Инициативная группа защиты прав инвалидов. В 1979 году был издан самиздатский альманах «Женщина и Россия», который рассказывал о трудности выращивания детей, цинизме в отношении мужчин и советской системы, женском быте — в то время маргинальных для диссидентского движения темах. Затем на его место пришёл феминистский самиздатский журнал «Мария». В 1982 году возникла «Группа за установление доверия между СССР и США».

## Социальный состав
Институционализация науки неизбежно вела к появлению слоя критически осмысливающих окружающую действительность людей. По некоторым оценкам, большинство диссидентов относились к интеллигенции. В конце 1960-х годов 45 % всех инакомыслящих составляли учёные, 13 % — инженеры и техники:55,65—66.

## Деятельность советских диссидентов
На тыщу академиков и член-корреспондентов,

На весь на образованный культурный легион

Нашлась лишь эта горсточка больных интеллигентов,

Вслух высказать, что думает здоровый миллион!

— Стихотворение "Подражание В. Высоцкому" Юлия Кима (1968 г.)
Фактически сложились два основных направления диссидентского противостояния коммунистическому режиму в СССР.
Первое из них ориентировалось на поддержку извне СССР, второе — на использование протестных настроений населения внутри страны.
Деятельность, как правило — открытая, некоторой части диссидентов, в основном — московских правозащитников, строилась на апелляции к зарубежному общественному мнению, использовании западной прессы, неправительственных организаций, фондов, связей с политическими и государственными деятелями Запада.
Вместе с тем, акции значительной части диссидентов являлись либо просто формой стихийного самовыражения и протеста, либо формой индивидуального или группового сопротивления режиму — Всероссийский социал-христианский союз освобождения народа, Группа революционного коммунизма, Валентин Соколов, Андрей Деревянкин и другие. В частности, это второе направление выражалось в создании разного рода подпольных организаций, ориентированных не на связи с Западом, а исключительно на организацию сопротивления внутри СССР.
Диссиденты направляли открытые письма в центральные газеты и ЦК КПСС, изготавливали и распространяли самиздат, устраивали демонстрации (например, «Митинг гласности», Демонстрация 25 августа 1968 года), пытаясь довести до общественности информацию о реальном положении дел в стране.

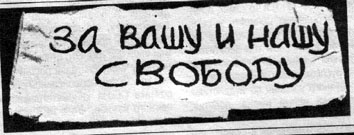
Один из плакатов демонстрантов 25.08.1968

Начало широкого диссидентского движения связывают с процессом Даниэля и Синявского (1965), а также с вводом войск Варшавского договора в Чехословакию (1968).
Большое внимание диссиденты уделяли «самиздату» — изданию самодельных брошюр, журналов, книг, сборников и т. д. Название «Самиздат» появилось в шутку — по аналогии с названиями московских издательств — «Детиздат» (издательство детской литературы), «Политиздат» (издательство политической литературы) и т. д. Люди сами печатали на машинках неразрешённую литературу и таким образом распространяли её по Москве, а потом и по другим городам. «„Эрика“ берёт четыре копии, — пел в своей песне Александр Галич. — Вот и всё. И этого достаточно!» (См. текст песни) — это сказано про «самиздат»: «Эрика», пишущая машинка, стала главным инструментом, когда не было ещё ни ксероксов, ни компьютеров с принтерами (ксероксы в 1970-x годах начали появляться, но только для учреждений, причём все работающие на них были обязаны вести учёт количества распечатанных страниц). Кое-кто из тех, к кому попадали первые копии, заново перепечатывали и тиражировали их. Так распространялись диссидентские журналы. Помимо «самиздата», был распространён «тамиздат» — издание запрещённых материалов за границей и их последующее распространение на территории СССР.
В феврале 1979 года возникла группа «Выборы-79», члены которой намеревались явочным порядком осуществить предоставляемое Конституцией СССР право выдвижения независимых кандидатов на выборах в Верховный Совет СССР. Были выдвинуты кандидатуры Роя Медведева и Людмилы Агаповой, жены невозвращенца Агапова, добивавшейся выезда к мужу. Группа подала документы на регистрацию этих кандидатов, но не получила ответа к положенному сроку, в итоге соответствующие избирательные комиссии отказали в регистрации кандидатов.

## Позиция властей
Советское руководство принципиально отвергало идею существования какой-либо оппозиции в СССР, тем более отвергалась возможность диалога с диссидентами. Напротив, в СССР провозглашалось «идейное единство общества»; диссидентов же именовали не иначе как «отщепенцами».
Официальная пропаганда стремилась представить диссидентов агентами западных спецслужб, а диссидентство как своего рода профессиональную деятельность, которая щедро оплачивалась из-за рубежа.
Так, председатель КГБ СССР Ю. В. Андропов, выступая на пленуме ЦК КПСС 27 апреля 1973 г., заявлял, что, по имеющимся сведениям, в условиях разрядки западные спецслужбы изменили свою тактику работы, направленной на подрыв социалистической системы, перейдя от «лобовой атаки», прямой проповеди антисоветизма и антикоммунизма, к попыткам «эрозии» социализма, возбуждения негативных процессов, которые бы «размягчали, а в конечном счёте ослабляли социалистическое общество». В связи с этим, по его словам, КГБ известны планы западных спецслужб активизировать работу по «установлению контактов с разного рода недовольными лицами в Советском Союзе и созданию из них нелегальных групп», а впоследствии — по консолидации таких групп и превращению их в «организацию сопротивления», то есть в действующую оппозицию. Андропов в своём выступлении упоминал о проведённых КГБ «профилактических мероприятиях в отношении ряда лиц, вынашивавших враждебные политические намерения в форме злейшего национализма», а также о привлечении к уголовной ответственности «за откровенную антисоветскую деятельность» ряда националистов на Украине, в Литве, Латвии, Армении. Почти во всех случаях, по словам Андропова, деятельность этих лиц «инспирировалась подрывными центрами, находящимися на Западе» и направляющими через своих эмиссаров в Советский Союз инструкции, деньги, средства тайнописи и печатной техники для своих подопечных.
Некоторые диссиденты действительно получали гонорары за опубликованные на Западе произведения (см. тамиздат); советские власти неизменно старались представить это в негативном свете как «подкуп» или «продажность», хотя многие официально признанные советские писатели тоже публиковались на Западе и точно так же получали за это гонорары.

## Преследование диссидентов
Преследования, которым подвергались советские диссиденты, заключались в увольнениях с работы, исключении из учебных заведений, арестах, помещении в психиатрические больницы, ссылках, лишении советского гражданства и выдворении из страны.

Уголовное преследование диссидентов до 1960 г. осуществлялось на основании ст. 58-10 Уголовного кодекса РСФСР 1926 г. и аналогичных статей уголовных кодексов других союзных республик («контрреволюционная агитация»), предусматривавших лишение свободы на срок до 10 лет, а с 1960 г. — на основании ст. 70 УК РСФСР 1960 г. («антисоветская агитация») и аналогичных статей уголовных кодексов других союзных республик, предусматривавших лишение свободы на срок до 7 лет и 5 лет ссылки (до 10 лет лишения свободы и 5 лет ссылки для ранее судимых за подобное преступление). С 1966 г. также была введена ст. 190-1 УК РСФСР «Распространение заведомо ложных измышлений, порочащих советский государственный и общественный строй», предусматривавшая лишение свободы на срок до 3 лет (и аналогичные статьи уголовных кодексов других союзных республик). По всем этим статьям с 1956 по 1987 гг. в СССР было осуждено 8145 человек.
Кроме того, для уголовного преследования диссидентов применялись статьи 142 («Нарушение законов об отделении церкви от государства и школы от церкви») и 227 («Создание группы, причиняющей вред здоровью граждан») УК РСФСР 1960 г., статьи о тунеядстве и нарушении режима прописки, также известны случаи (в 1980-х годах) подбрасывания оружия, патронов или наркотиков с последующим обнаружением их при обысках и возбуждением дел по соответствующим статьям (например, дело К. Азадовского).
Некоторых диссидентов объявляли общественно опасными душевнобольными, применяя к ним под этим предлогом меры принудительного лечения. В 1970-е — 1980-е годы карательная психиатрия привлекала власти отсутствием необходимости создавать видимость законности, требуемой при судебном разбирательстве.
На Западе советских диссидентов, подвергшихся уголовному преследованию или психиатрическому лечению, рассматривали как политзаключённых, «узников совести».
Борьбой с диссидентами занимались органы государственной безопасности, в частности, с 1967 — 5-е управление КГБ СССР (по борьбе с «идеологическими диверсиями»).
До середины 1960-х годов практически любое открытое проявление политического инакомыслия влекло за собой арест. Но начиная с середины 1960-х годов органы КГБ стали широко использовать так называемые «профилактические мероприятия» — предупреждения и угрозы, а арестовывали, в основном, лишь тех диссидентов, которые продолжали свою деятельность, несмотря на запугивание. Нередко сотрудники КГБ предлагали диссидентам выбор между эмиграцией и арестом.
Существенное влияние на деятельность КГБ в 1970-80-е годы оказывали происходящие в стране социально-экономические процессы периода «развитого социализма» и изменения во внешней политике СССР. В этот период КГБ сосредоточил свои усилия на борьбе с национализмом и антисоветскими проявлениями внутри страны и за рубежом. Внутри страны органы госбезопасности усилили борьбу с инакомыслием и диссидентским движением; однако действия физической расправы, депортаций и заключений под стражу стали более утончёнными и замаскированными. Усилилось применение средств психологического давления на инакомыслящих, включая слежку, давление с помощью общественного мнения, подрыв профессиональной карьеры, профилактические разговоры, депортация из СССР, принудительное заключение в психиатрические клиники, политические судебные процессы, клевета, ложь и компромат, различные провокации и запугивания. Практиковался запрет на проживание политически неблагонадёжных граждан в столичных городах страны — так называемая «ссылка за 101-й километр». Под пристальным вниманием КГБ находились, в первую очередь, представители творческой интеллигенции — деятели литературы, искусства и науки — которые по общественному статусу и международному авторитету могли нанести вред репутации советского государства в понимании Коммунистической партии.
Показательна деятельность КГБ в преследовании советского писателя, лауреата Нобелевской премии по литературе А. И. Солженицына. В конце 1960-х — начале 1970-х годов в КГБ было создано специальное подразделение — 9-й отдел Пятого управления КГБ — занимавшееся исключительно оперативной разработкой писателя-диссидента. В августе 1971 года КГБ предпринял попытку физического устранения Солженицына — во время поездки в Новочеркасск ему скрытно был сделан укол неизвестного ядовитого вещества; писатель выжил, но после этого долго и тяжело болел. Летом 1973 года сотрудники КГБ задержали одну из помощниц писателя Е. Воронянскую и в ходе допроса вынудили её выдать местонахождение одного экземпляра рукописи произведения Солженицына «Архипелаг ГУЛАГ». Вернувшись домой, женщина повесилась. Узнав о случившемся, Солженицын распорядился начать публикацию «Архипелага» на Западе. В советской печати была развёрнута мощная пропагандистская кампания, обвинявшая писателя в клевете на советский государственный и общественный строй. Попытки КГБ через бывшую жену Солженицына уговорить писателя отказаться от публикации «Архипелага» за границей в обмен на обещание помощи в официальном опубликовании в СССР его повести «Раковый корпус» не увенчались успехом и первый том произведения был опубликован в Париже в декабре 1973 года. В январе 1974 года Солженицын был арестован, обвинён в измене Родине, лишён советского гражданства и выдворен за пределы СССР. Инициатором депортации писателя был Андропов, чьё мнение стало решающим при выборе меры «пресечения антисоветской деятельности» Солженицына на заседании Политбюро ЦК КПСС. После высылки писателя из страны, КГБ и лично Андропов продолжили кампанию дискредитации Солженицына и, как выразился Андропов, «разоблачения активного использования реакционными кругами Запада подобных отщепенцев в идеологической диверсии против стран социалистического содружества».

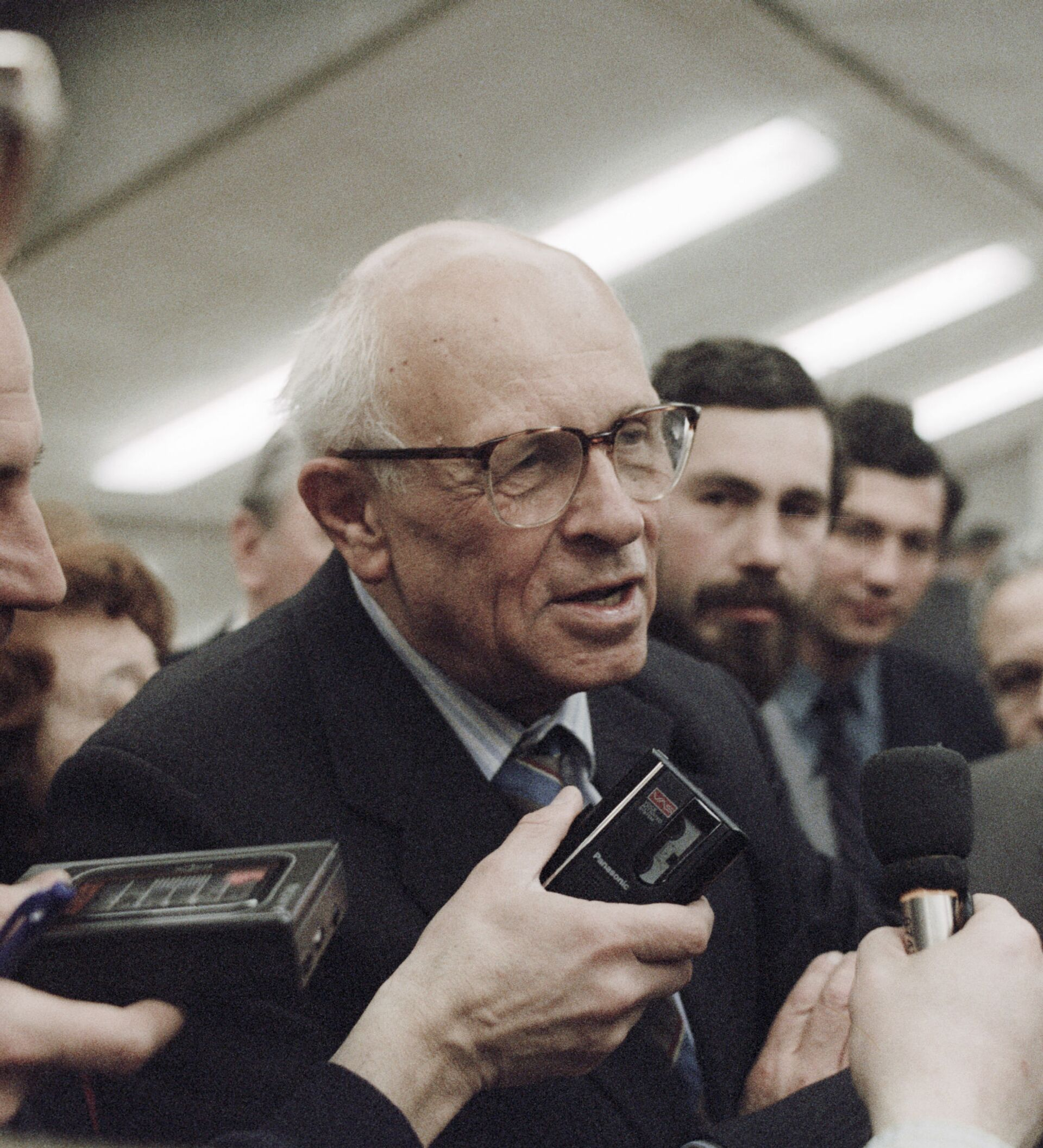
А. Д. Сахаров

Объектом многолетней травли КГБ являлись видные деятели науки. К примеру, советский учёный-физик, трижды Герой Социалистического Труда, диссидент и правозащитник, лауреат Нобелевской премии мира А. Д. Сахаров находился под наблюдением КГБ с 1960-х годов, подвергался обыскам, многочисленным оскорблениям в прессе. В 1980 году по обвинению в антисоветской деятельности Сахаров был арестован и без суда отправлен в ссылку в город Горький, где он провёл 7 лет под домашним арестом под контролем сотрудников КГБ. В 1978 году КГБ предпринял попытку, по обвинению в антисоветской деятельности, возбудить уголовное дело против советского философа, социолога и писателя А. А. Зиновьева с целью его отправки на принудительное лечение в психиатрическую больницу, однако «с учётом развязанной на Западе кампании вокруг психиатрии в СССР» эта мера пресечения была сочтена нецелесообразной. В качестве альтернативы, в докладной записке в ЦК КПСС руководство КГБ рекомендовало разрешить Зиновьеву и его семье выезд за рубеж и закрыть ему въезд в СССР.

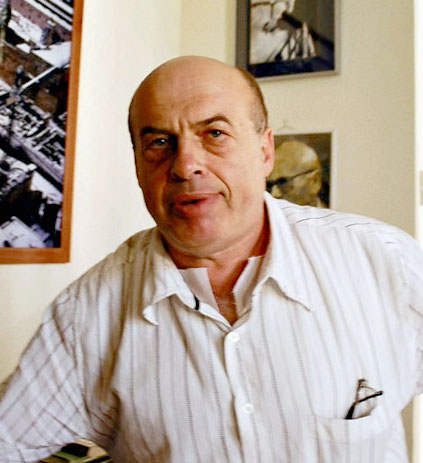
А. Б. Щаранский

Для контроля выполнения СССР Хельсинкских соглашений о соблюдении прав человека, в 1976 году группой советских диссидентов была сформирована Московская Хельсинкская группа (МХГ), первым руководителем которой стал советский физик, член-корреспондент АН Армянской ССР Ю. Ф. Орлов. С момента образования МХГ подвергалась постоянным преследованиям и давлению со стороны КГБ и других силовых органов советского государства. Члены группы подвергались угрозам, их вынуждали эмигрировать, заставляли прекратить правозащитную деятельность. С февраля 1977 года активистов Ю. Ф. Орлова, А. Гинзбурга, А. Щаранского и М. Ланду начали подвергать арестам. По делу Щаранского КГБ получил санкцию ЦК КПСС на подготовку и публикацию ряда пропагандистских статей, а также написание и передачу президенту США Дж. Картеру личного письма тестя подсудимого с отрицанием факта супружества Щаранского и «разоблачением» его аморального облика. Под давлением КГБ в 1976—1977 годах были вынуждены эмигрировать члены МХГ Л. Алексеева, П. Григоренко и В. Рубин. В период с 1976 по 1982 год были арестованы и осуждены к разным срокам заключения или ссылки (в общей сложности — 60 лет лагерей и 40 лет ссылки) восемь членов группы, ещё шестерых вынудили эмигрировать из СССР и лишили гражданства. Осенью 1982 года, в условиях усиливающихся репрессий, трое оставшихся на свободе участников группы были вынуждены объявить о прекращении деятельности МХГ. Московская Хельсинкская группа получила возможность возобновить свою деятельность только в 1989 году, в разгар горбачёвской перестройки.
Органы КГБ стремились добиться от арестованных диссидентов публичных выступлений, осуждающих диссидентское движение. Так, в «Контрразведывательном словаре» (издан Высшей школой КГБ в 1972 г.) указывается: «Органы КГБ, осуществляя мероприятия по идейному разоружению противника совместно с партийными органами и под их непосредственным руководством, информируют руководящие инстанции обо всех идеологически вредных проявлениях, готовят материалы для публичного разоблачении преступной деятельности носителей антисоветских идей и взглядов, организуют открытые выступления порвавших с прежними взглядами видных идеологов противника, проводят политико-воспитательную работу с лицами, осуждёнными за антисоветскую деятельность, организуют разложенческую работу среди участников идеологически вредных групп, осуществляют профилактические мероприятия в той среде, в которой эти группы вербуют своих членов». В обмен на смягчение наказания удалось добиться «покаянных» выступлений от Петра Якира, Виктора Красина, Звиада Гамсахурдия, Дмитрия Дудко.
Письма западных деятелей в поддержку диссидентов умышленно оставлялись без ответов. Например, в 1983 г. тогда уже Генеральный секретарь ЦК КПСС Ю. В. Андропов дал специальное указание не отвечать на письмо федерального канцлера Австрии Бруно Крайского в поддержку Юрия Орлова.
Адвокатов, настаивавших на невиновности диссидентов, отстраняли от политических дел; так была отстранена Софья Каллистратова, настаивавшая на отсутствии состава преступления в действиях Вадима Делоне и Натальи Горбаневской. Борис Золотухин за речь в защиту Александра Гинзбурга был исключен из коллегии адвокатов.
По версии А. И. Фурсова, 5-е управление КГБ выработало способ сосуществования с диссидентами, поскольку это создавало базу для того, чтобы отчитываться перед партийным руководством.

## Обмен политзаключённых

Л. Корвалан

В 1976 г. известность приобрёл Владимир Буковский, отбывавший свой четвёртый срок заключения по ст. 70 УК РСФСР («антисоветская агитация и пропаганда»). В декабре этого года его обменяли на чилийского политзаключённого — бывшего лидера коммунистической партии Чили Луиса Корвалана. Обмен произошёл в Швейцарии, куда Буковский был доставлен под конвоем и в наручниках.
Вскоре после высылки из СССР Буковский был принят в Белом доме президентом США Картером. Он поселился в Великобритании, окончил Кембриджский университет по специальности «нейрофизиология». Написал книгу воспоминаний «И возвращается ветер…», изданную на многих языках
Корвалан после освобождения из чилийской тюрьмы был принят в Кремле Л. И. Брежневым. Позже Луис Корвалан изменил внешность и нелегально вернулся в Чили.
Обмен Буковского и Корвалана стал самым известным случаем успешного обмена политзаключённых.
11 февраля 1986 года в Берлине на мосту Глинике состоялся обмен диссидента Натана Щаранского на арестованных на Западе советских разведчиков — Карела Кёхера и его жену Хану.

## Численность
Численность советских диссидентов определить невозможно, так как многие из них не любили слово «диссидент».
По сведениям КГБ СССР, «потенциально враждебный контингент» в СССР «составлял 8,5 млн человек». Ещё более многочисленной была та часть оппозиции, представители которой стремились не к уничтожению существующей политической системы, а её реформированию.
В выпущенном в 1982 году «Словаре диссидентов СССР» к диссидентам 1956—1975 годов были отнесены 3,4 тыс. человек. Этот список с одной стороны является неполным (например, в число диссидентов не были включены такие люди как Натан Щаранский и Дина Каминская), с другой стороны в него включили персоналии, которые либо находились на периферии диссидентского движения, либо вовсе в него не входили (например, Игорь Тамм и Пётр Капица). Владимир Буковский считал, что диссидентское движение вряд ли насчитывало более 10 000 человек. Активная, деятельная часть диссидентов была ещё малочисленнее.
В отличие от активного диссидентства пассивная оппозиция находилась на самых разных этажах советского общества, в том числе, внутри партии, в партийном и государственном аппарате.
Бывший работник аппарата ЦК КПСС К. Н. Брутенц писал: «Происходила своеобразная деидеологизация руководства (и кадров в целом), эрозия его „марксистско-ленинской“ идейности, в верности которой клялись более всего. Причем в этом процессе — как это ни выглядит парадоксальным — руководство и аппарат опережали значительную часть общества».

## Влияние и итоги
Большинство жителей СССР не имели информации о деятельности диссидентов. Диссидентские издания были по большей части недоступны для большинства граждан СССР, западное радиовещание на языках народов СССР до 1988 г. подвергалось глушению.
По свидетельству Якова Кротова, описывающего прихожан Александра Меня,
<…> отказ от участия в политической оппозиции у многих прихожан перерастал в агрессивное, высокомерное, презрительное отношение к «диссидентам». Начинал ходить миф о том, что они — бездуховны, что оппозиционность ведёт к ослаблению моральных устоев и т.п.
Деятельность диссидентов привлекала внимание зарубежной общественности к нарушениям прав человека в СССР. Требования освобождения советских политических заключённых выдвигались многими зарубежными политиками, включая даже некоторых членов зарубежных коммунистических партий, что вызывало обеспокоенность советского руководства.
Известен случай, когда сотрудник 5 Управления КГБ СССР Виктор Орехов под влиянием идей диссидентов стал сообщать своим «курируемым» сведения о готовящихся обысках и арестах.
Как бы то ни было, к началу 1980-х годов, по свидетельству самих бывших участников диссидентского движения, с диссидентством как более или менее организованной оппозицией было покончено.
В середине 1980-х годов в СССР были начаты демократические реформы, привёдшие в конечном итоге к распаду СССР и началу выстраивания демократических форм государственного устройства в большинстве из вновь образованных государств постсоветского пространства.

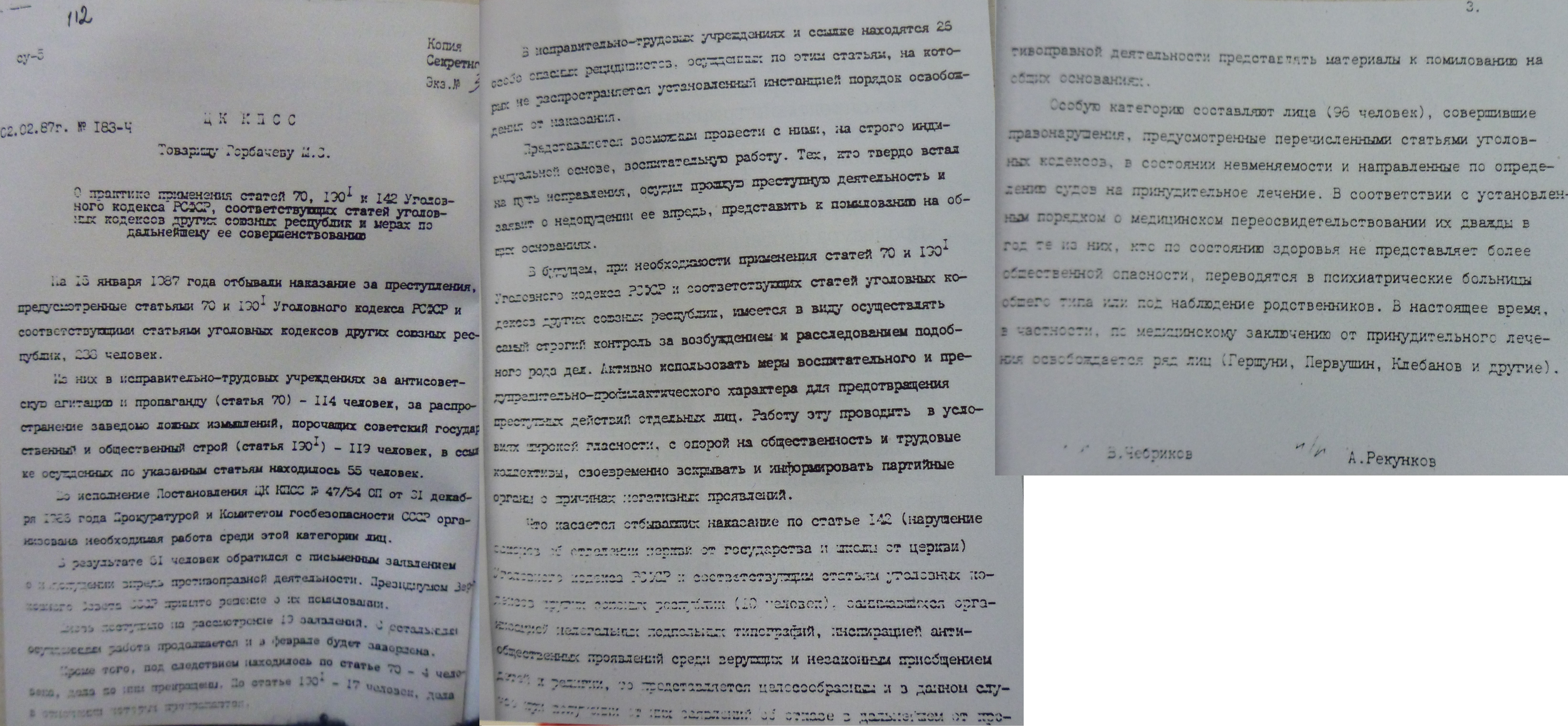
Записка председателя КГБ СССР и Генерального прокурора СССР от 2 февраля 1987 года о числе отбывающих наказания по политическим статьям

В 1986—1987 гг. по инициативе Михаила Горбачёва из заключения и ссылок были освобождены большинство диссидентов, включая академика Сахарова. Некоторые диссиденты после освобождения эмигрировали, но другие (Людмила Алексеева, Кронид Любарский) возвратились в СССР из вынужденной эмиграции. Ряд диссидентов включились в политическую жизнь, становятся народными депутатами СССР (Андрей Сахаров), РСФСР (Сергей Ковалёв, Револьт Пименов, Михаил Молоствов), УССР (Вячеслав Черновол), возобновилась деятельность правозащитных организаций (МХГ).
В середине 1980-х годов «освобождение диссидентов, — пишет Александр Шубин, — стало началом конца этого движения. Многие, устав от борьбы, отошли от активной деятельности… Иные эмигрировали… И лишь единицы продолжили политическую деятельность».
По свидетельству одного из освобождённых, Ростислава Вогак-Евдокимова, при освобождении с них брали подписку о том, что они больше не будут заниматься «противоправной деятельностью».
В мае 1986 г. был принят «Порядок о любительских объединениях и клубах интересов». В сентябре 1986 г. в Москве на базе детского клуба «Наш Арбат» возник Клуб социальных инициатив, который стал одним из первых очагов консолидации неформалов в столице. Впоследствии клуб несколько раз менял помещение и учредителей, пока в октябре 1987 г. не был зарегистрирован при Советской социологический ассоциации.
«Когда пришёл Андропов, — признался позднее Филипп Бобков, — мы тогда буквально через несколько месяцев в Институте социологии создали закрытый сектор нашего Пятого управления, послали туда 15 наших офицеров. Во главе отдела встал заместитель директора. На базе этого отдела потом и рос институт».
Сергей Кургинян считает, что «демократы» первой волны середины 1980-х годов — это люди Пятого и отчасти Шестого управления КГБ, которых «многозвёздные генералы спецслужб» характеризовали ему как «бросовую агентуру».
Крушение коммунистического режима в СССР, обретение населением некоторых политических прав и свобод — таких, как, например, свобода слова и творчества, привели к тому, что значительная часть диссидентов, признав свою задачу выполненной, интегрировалась в постсоветскую политическую систему.
Тем не менее бывшие диссиденты не стали значимой политической силой. Александр Даниэль так ответил на вопрос о причинах этого:
Немного об одной необоснованной претензии к диссидентам и о причине разочарования в них. В основе заблуждений относительно их роли в политическом процессе на территории бывшего Союза лежит ложная аналогия с современными им оппозициями в Восточной и Центральной Европе – прежде всего в Польше и Чехословакии. Но «Солидарность» или «Хартия-77» были настоящими массовыми движениями, со своими политическими платформами, своими лидерами, своими общественными идеалами и т.д. Эти движения – преследуемые, полуподпольные – были, тем не менее, прообразами будущих политических партий, способных бороться за власть, завоёвывать и удерживать её. В России же не было политического движения под названием «диссидентство», не было никакой общей политической платформы – от монархистов до коммунистов. А тот факт, что диссидентство не было политическим движением, означал в частности и то, что диссидентство не предрасполагало к политическому мышлению. Диссидентское мышление – это «Я здесь и сейчас поступаю так-то. Почему я так поступаю? Простите меня, по Толстому, по Сартру и по всем экзистенциалистам – не могу иначе». Это чисто экзистенциальный поступок, исходящий из нравственного импульса, хоть и оформляемый как акт защиты права. Советскую власть, конечно, большинство диссидентов не любили, а и то сказать, за что её любить? Но они же и не боролось против неё. Все их слова об этом в тот период отнюдь не для отвода глаз гэбистов, они действительно не ставили перед собой такую задачу. Почему? Потому что политической перспективы не было видно. Действовать на основе того, как твоё слово отзовётся через триста лет или вообще никогда не отзовётся, на философии безнадёжности, невозможно в сочетании с политическим мышлением. Я знаю одно очень серьёзное, сильное исключение – Сахаров. Сахаров как человек очень сильного и генерализирующего ума подозревал, чтo что-то может произойти и на его веку, и пытался подняться чуть выше и экзистенциального, и политического мышления, быть проводником нравственной политики. Но для этого нужно было обладать очень незаурядным интеллектуальным бесстрашием, особенно при том отвращении к политике, которым была заражена вся интеллигенция. Сахаров в этом смысле, пожалуй, единственный политический мыслитель. И недаром он первым вписался в политическую жизнь. А диссиденты как таковые – они не политики. Они могут сказать: «Вот так будет хорошо». Но никто никогда не учил их, как перейти от сущего к должному. Каковы алгоритмы этого перехода, каковы стадии этого перехода? Как пройти по этому пути, не поскользнувшись, не перейдя границы допустимого и недопустимого компромисса?
Ряд советских диссидентов продолжили активную легальную политическую деятельность в постсоветской России — Александр Солженицын, Людмила Алексеева, Кронид Любарский, Валерия Новодворская, Александр Подрабинек, Глеб Якунин, Сергей Ковалёв и другие.
Вместе с тем, некоторая часть советских диссидентов либо категорически не приняла постсоветский авторитарный режим — Адель Найденович, Александр Тарасов, либо не была реабилитирована — Игорь Огурцов, либо вновь подверглась репрессиям за свою оппозиционную деятельность — Сергей Григорьянц, Владимир Осипов, Андрей Деревянкин, Эдуард Самойлов.

## Воспоминания советских диссидентов
Советскими диссидентами опубликован ряд воспоминаний — за рубежом, а после распада СССР и в России. По подсчётам Б. Натанса, по состоянию на 2017 год только в формате книг были опубликованы 144 воспоминания диссидентов (к ним стоит добавить короткие автобиографические очерки). На документальных свидетельствах основан роман Людмилы Улицкой о диссидентском движении — «Зелёный шатёр» (2010). Владимир Яременко-Толстой «Последний диссидент или Вульва Нации» (2023), роман воспоминаний к 35-летию образования первой оппозиционой партии Демократический Союз (ДС) в 1988 году.

## Диссидентские организации
- Народно-трудовой союз российских солидаристов
- Всероссийский социал-христианский союз освобождения народа
- Инициативная группа по защите прав человека в СССР
- Комитет прав человека в СССР
- Московская Хельсинкская группа
- Свободная Россия
- Свободное межпрофессиональное объединение трудящихся
- Совет церквей евангельских христиан-баптистов
- Русский общественный Фонд помощи преследуемым и их семьям
- Рабочая комиссия по расследованию использования психиатрии в политических целях
- Издательство «Христианин»
- Группа за установление доверия между СССР и США
- Группа революционного коммунизма

## В искусстве
- «Запрещённый» (укр. «Заборонений»), фильм 2019 года режиссёра Романа Бровко, в котором через судьбу главного героя, Василия Стуса, раскрывается тема диссидентского движения и политических репрессий в позднем СССР, которая была табуирована долгие десятилетия.